# Tacna (Arizona)
Tacna est une census-designated place du comté de Yuma, dans l'État de l'Arizona, aux États-Unis. En 2020, elle compte une population de 425 habitants.